# Reprezentacja Australii w Pucharze Gordona Bennetta
W zawodach balonów wolnych o Puchar Gordona Bennetta poszczególne kraje mogą reprezentować maksymalnie trzy zespoły składające się z dwóch osób. Po raz pierwszy udział załogi z Australii miał miejsce podczas 32. zawodów rozegranych w 1988 roku.

## Wyniki
Osiągnięcia drużyn w poszczególnych zawodach
UWAGA:
Oznaczenie rekordu długości lotu oraz czasu przelotu zaznaczone jest następująco:

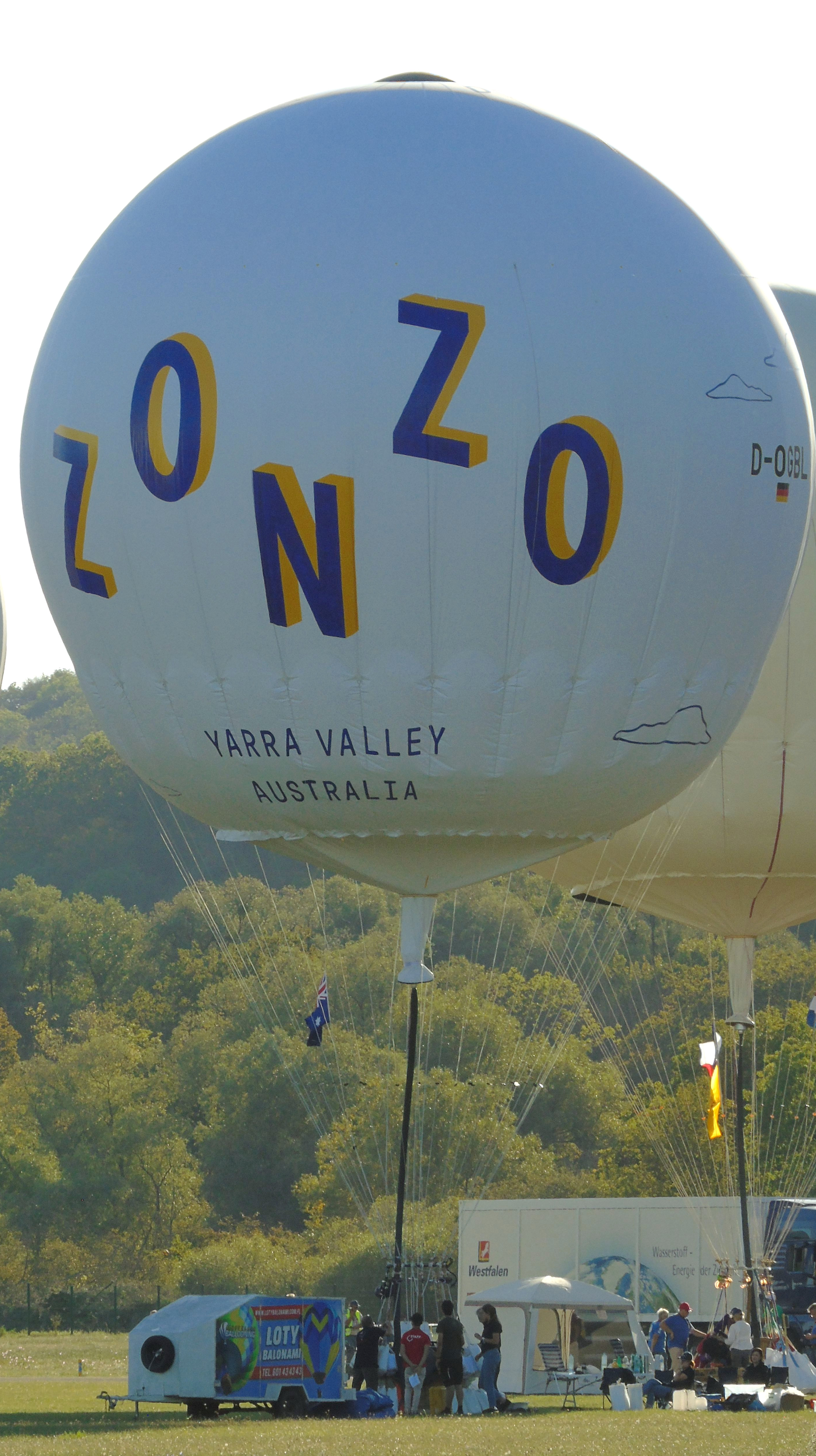
Ekipa reprezentacji Australii przy balonie podczas 63 PGB

| REKORD |

| Edycja zawodów | Data       | Miejsce zawodów                 | Lokata | Załoga                                          | Balon             | Czas lotu [h]                                  | Odległość [km]                                 |
| -------------- | ---------- | ------------------------------- | ------ | ----------------------------------------------- | ----------------- | ---------------------------------------------- | ---------------------------------------------- |
| 32             | 23.10.1988 | Bregencja (Austria)             | 12     | Peter Vizzard, Steve Griffin                    | D-Halfeneisen     | 17:31                                          | 591,80                                         |
| 37             | 4.10.1993  | Albuquerque (USA)               | 16     | Peter Vizzard, John Wallington                  | N-5371B           | 19:07                                          | 93,20                                          |
| 42             | 26.09.1998 | Paryż (Francja)                 | X      | Peter Vizzard, Judy Lynne                       |                   | zawody nie odbyły się ze względu na złą pogodę | zawody nie odbyły się ze względu na złą pogodę |
| 43             | 02.10.1999 | Albuquerque (Stany Zjednoczone) | 13     | Peter Vizzard, Judy Lynne                       | N-82866           | 18:26                                          | 650,46                                         |
| 43             | 02.10.1999 | Albuquerque (Stany Zjednoczone) | 15     | Ruth Wilson, Jenny Houghton                     | N-35SP            | 13:24                                          | 602,88                                         |
| 60             | 18.09.2016 | Gladbeck (Niemcy)               | 22     | Dariusz Brzozowski, John Wallington             | D-OFVA            | 9:05                                           | 147,53                                         |
| 61             | 08.09.2017 | Fribourg (Szwajcaria)           | 16     | Dariusz Brzozowski, Steven Griffin              | HB-QHP Ajoie      | 21:27                                          | 1044,16                                        |
| 62             | 28.09.2018 | Berno (Szwajcaria)              | 15     | Ruth Wilson, Tanys Mccarron                     | D-OWML Warsteiner | 17:27                                          | 409,26                                         |
| 63             | 13.09.2019 | Montbéliard (Francja)           | 11     | Dariusz Brzozowski, Christopher Philip Saunders | D-OGBL Zonzo      | 39:34                                          | 640,48                                         |
| 65             | 2.09.2022  | St. Gallen (Szwajcaria)         | 17     | Dariusz Brzozowski, Kiff Saunders               | D-OGBL Zonzo      | 25:20                                          | 615,85                                         |
| 67             | 14.09.2024 | Münster (Niemcy)                | 18     | Kiff Saunders, Dariusz Brzozowski               | ZONZO             | 34:55                                          | 1027,54                                        |